# Juan Torales
Juan Bautista Torales (* 9. März 1956 in Luque) ist ein ehemaliger paraguayischer Fußballspieler. Er nahm an der Fußball-Weltmeisterschaft 1986 in Mexiko teil.

## Vereinskarriere
Der Abwehrspieler begann seine Profikarriere in seiner Heimatstadt bei Sportivo Luqueño. 1981 wechselte er zum Club Libertad aus Asunción, für den er bis 1991 spielte. Nach einem kurzen Gastspiel für den Club Guaraní kehrte er 1992 zu Sportivo Luqueño zurück, wo er 1995 im Alter von 39 Jahren seine aktive Laufbahn beendete.

## Nationalmannschaft
Torales war Teil der Mannschaft, die am 11. Dezember 1979 zum zweiten Mal in der Geschichte Paraguays die Südamerikameisterschaft gewann. 1983 nahm er erneut an der Copa América teil.
Bei der Fußball-Weltmeisterschaft 1986 gehörte er dem paraguayischen WM-Kader an. Er bestritt bis zum Ausscheiden seines Teams im Achtelfinale alle Partien des Turniers.
Es folgte eine weitere Teilnahme an der Copa América 1987.
Zwischen 1979 und 1987 absolvierte Torales insgesamt 77 Länderspiele für Paraguay, in denen er ein Tor erzielte.

## Erfolge
- Südamerikameisterschaft: 1979